# شحنة أولية
الشحنة الأساسية (بالإنجليزية: elementary charge)‏ ويرمز لها {\displaystyle e}، وهي شحنة كهربائية يحملها بروتون مفرد، أما الشحنة الأساسية السالبة فيحملها إلكترون مفرد. وكلاهما متساويان وهي ثابت فيزيائي أساسي، تختلف أشارتها للإلكترون عن البروتون. ولتجنب الارتباك في الرمز، فإن {\displaystyle e} تسمى أحيانا «شحنة أساسية موجبة». ولها قيمة تعادل 1.602176487×10−19 كولوم .
عينت معمليا.
قيمتها في نظام الوحدات سنتيمتر-جرام-ثانية تساوي = 4.80320427×10−10 ستات كولوم.
الفرق بين الإثنين أن «الستات كولوم» statcoulomb أكبر من الكولوم بعشرة أضعاف سرعة الضوء.
جرى العرف على استخدام الكولوم كوحدة للشحنة الأساسية {\displaystyle e} ،
أي الشحنة الاساسية =1.602176487×10−19 كولوم.
تم قياس مقدار الشحنة الأساسية لأول مرة بواسطة روبرت ميليكان في تجربة قطرة الزيت سنة 1909 .
تعرف تكمية الشحنة (بالإنجليزية: Charge quantization)‏ بأنها بيان حالة لجسم ما يكون مستقر وحر (المقصود بجسم ما أن بإمكانه الظهور بشكل حر لفترة طويلة من الزمن) ولديه شحنة تكون من مضاعفات العدد الصحيح للشحنة الأولية {\displaystyle e}: وتكون الشحنة 0 أو {\displaystyle e} أو {\displaystyle -e} ومضاعفاتها مثل {\displaystyle 2e} أو {\displaystyle -3e} إلى آخره. ولكن لا يوجد في الطبيعة{\displaystyle {\frac {1}{2}}e}، أو كسور منها مثل {\displaystyle -3.8e} أو {\displaystyle 5.2e}.
لا يشمل ذلك الكواركات، إذ لا تملك الكواركات القدرة على البقاء من تلقاء نفسها لفترة طويلة من الزمن. وتتكون شحنة الكواركات من مضاعفات صحيحة ل {\displaystyle {\frac {1}{3}}e}.
وهذا هو سبب تسمية المصطلح «شحنة أولية» وهي  شحنة الإلكترون : وهي تعني أنها وحدة غير قابلة للانقسام.
(ملحوظة: أكتشفت الشحنة الأولية للإلكترون في عام 1909. أما الكواركات وشحنتها فلم تكتشف أو لم يُفترض وجودها نظريا إلا خلال الخمسينيات من القرن الماضي. وشحنة الكوارك هي افتراضية، ولم تتحقق مشاهدة كواركات منفردة حتى الآن، فهي جسيمات افتراضية يزكي وجودها نظريات. تنبع الصعوبة في مشاهدة كوارك منفرد من أنها توجد في البروتون والنيوترون مترابطة بقوة شديدة جدا جدا تسمى القوة الشديدة، وهي أشد قوة في الكون.)

## شحنات أقل من الشحنة الأولية
استثنيت حالتان من شحنات أولية غير قابلة للانقسام: الكواركات وأشباه الجسيمات
- الكوارك، بدأ الافتراض بوجوده في ستينات من القرن الماضي ولديه شحنة مكمية، ولكن شحنته مكمية إلى مضاعفات {\displaystyle {\frac {1}{3}}e}. إذ لايمكن رؤية الكوارك كجسيم مفرد; فهو يظهر على شكل تجمعات، والتجمعات المستقرة من الكواركات (مثل البروتون التي تحتوي على ثلاث كواركات) لديها شحنات تكون من المضاعفات الصحيحة ل {\displaystyle e}. لهذا السبب فإن {\displaystyle e} أو {\displaystyle {\frac {1}{3}}e} له ما يبرره بأن يكون «كمية الشحنة» ذلك تبعا للسياق.
- أشباه الجسيمات ليست جسيمات، إنما هي كيان طارئ داخل نظام مادة معقد تتصرف وكأنها جسيمات. في سنة 1982 فسر روبرت لافلين نظرية تأثير هول الكمي الكسري بافتراض وجود أشباه جسيمات ذات شحنة كسرية. وقوبلت تلك النظرية على نطاق واسع بالترحاب، حيث أنها لا تعتبر انتهاكا لأساسيات تكمية الشحنة، لأن أشباه الجسيمات لم تكن يوما ما جسيمات أولية

### ماهي كمية الشحنة؟
جميع الجسيمات الأولية -ومنها الكواركات- لديها شحنة تكون من المضاعفات الصحيحة ل {\displaystyle {\frac {1}{3}}e}. لذا يمكن للمرء أن يقول بأن «كم الشحنة» هي {\displaystyle {\frac {1}{3}}e} في تلك الحالة، يمكن القول أيضا بأن «الشحنة الأولية» هي أكبر بثلاث مرات من «كم الشحنة» quantum of charge.
من جانب آخر، فإن جميع الجسيمات القابلة للعزل لديها شحنات تكون من المضاعفات الصحيحة ل{\displaystyle e}. (لا يمكن عزل الكواركات، فهي مكونات البروتونات (والنيوترونات) حيث للبروتونات شحنة إجمالية من المضاعفات الصحيحة ل{\displaystyle e}.). بقي الاصطلاح على اعتبار أن {\displaystyle e} هي الشحنة الأساسية. وهي شحنة الإلكترون وكذلك الشحنة الإجمالية للبروتون.
.

## القياسات التجريبية للشحنة الأولية

### بطريقة ثابت أفوجادرو وثابت فاراداي
إذا كانا كل من ثابتي أفوجادرو {\displaystyle N_{\mathrm {A} }} وفاراداي {\displaystyle F} معروفان على حدة، فبالإمكان استخلاص قيمة الشحنة الأولية، وذلك باستخدام المعادلة التالية:
{\displaystyle {\frac {F}{N_{\mathrm {A} }}}=e} (بمعنى آخر، شحنة المول من الإلكترونات مقسمة على عدد الإلكترونات في المول تساوي شحنة الإلكترون الواحد.)
لكن عمليا، تلك الطريقة ليست الأكثر دقة لقياس القيم في الوقت الحالي. فبدلا من حساب {\displaystyle e} من {\displaystyle F} و{\displaystyle N_{\mathrm {A} }}، فإن {\displaystyle N_{\mathrm {A} }} تحسب من {\displaystyle F} و{\displaystyle e}، بينما تقاس {\displaystyle e} بشكل منفرد بطريقة أخرى. مع ذلك تبقى تلك المعادلة منطقية ومقبولة ودقيقة نوعا ما.
التجارب المنهجية مشروحة بالأسفل:

#### قياس ثابت فاراداي
يمكن قياس قيمة {\displaystyle F} مباشرة باستخدام قوانين فرداي للتحليل الكهربائي. فتلك القوانين هي علاقات كمية على أساس الأبحاث الكهروكيميائية التي نشرها مايكل فاراداي سنة 1834. في تجربة التحليل الكهربائي، هناك تطابق واحد إلى واحد بين الإلكترونات المارة خلال انبوب أنود إلى الكاثود والأيونات التي على اللوحة أو الخارجة من الكاثود أو الأنود. فيقاس اختلاف الكتلة للأنود أو الكاثود، والشحنة الكلية خلال الإنبوب (والتي يمكن قياسها كزمن صحيح للتيار الكهربائي) ويؤخذ بالاعتبار الكتلة المولية للأيون، فنستنبط {\displaystyle F} من إحداهما.

#### قياس ثابت أفوجادرو
أول من قرب من قيمة ثابت أفوجادرو {\displaystyle N_{\mathrm {A} }} كان يوهان جوزيف لوشميدت في سنة 1865، والذي قدر متوسط قطر من الجزيئات في الهواء بطريقة مساوية لحساب عدد الجسيمات لحجم معطي من الغاز.
حاليا، يمكن قياس قيمة {\displaystyle N_{\mathrm {A} }} بشكل دقيق جدا وذلك عن طريق كريستال نقي جدا (عادة يكون السيليكون)، ويقيس مدى تباعد حيز الذرات عن بعضها بواسطة استخدام حيود الأشعة السينية ويقيس بدقة كثافة الكريستال. بواسطة تلك المعلومات، بإمكان المرء أن يستنبط الوزن (بالغرام) للذرة المفردة; وبما أن الكتلة المولية معطاة، إذن فيمكن حساب عدد ذرات المول الواحد.

### تجربة قطرة الزيت

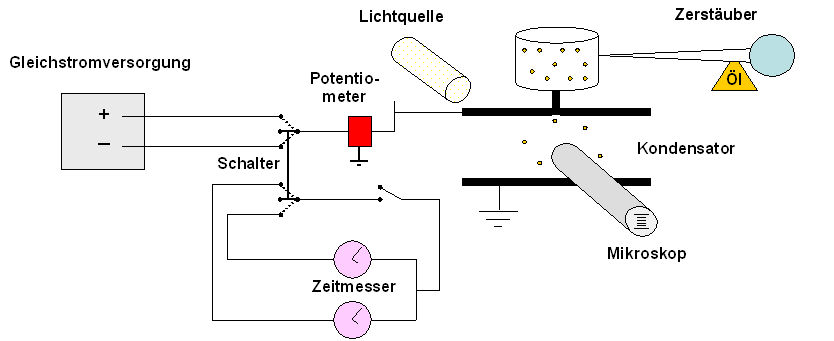
رسم توضيحي لتجربة ميليكان باستخدام مجالين اثنين.

تجربة ميليكان لقطرة الزيت هي من أشهر الطرق لقياس شحنة {\displaystyle e}. وذلك بتحريك نقطة صغيرة من الزيت في مجال كهربائي بمعدل يوازن قوى الجاذبية، واللزوجة (عند مروره خلال الهواء)، والقوة الكهربائية. يمكن حساب تلك القوى خلال الجاذبية واللزوجة حسب كمية وسرعة قطرة الزيت، فمنها يمكن استنباط القوة الكهربائية. بما أن القوة الكهربائية هي نتاج الشحنة الكهربائية ومجال كهربي معطى، فيمكن حساب الشحنة الكهربائية لقطرة الزيت بدقة تامة. نجد عند قياس الشحنة لقطرات زيت مختلفة، أن الشحنات كلها هي مضاعفات صحيحة لشحنة صغيرة مفردة تسمى الشحنة الأولية {\displaystyle e}.

### الضوضاء القذفية
أي تيار كهربائي سيقترن مع ضوضاء آتية من مصادر متعددة. إحدى تلك المصادر هي ضوضاء قذفية، ويعود ذلك إلى أن مسألة تدفق التيار ليس بالتدفق المستمر السلس، بل يحتوي على الكترونات متناثرة وغير مترابطة تمر في وقت واحد. وبتحليل دقيق للضوضاء، فإنه يمكن حساب شحنة الإلكترون. تلك الطريقة تعطي قيمة الشحنة {\displaystyle e} دقيقة بنسبة بسيطة.

### ثابتي جوزيفسون وفون كليتزنج
تعتبر أكثر الطرق دقة لقياس الشحنة الأولية بالوقت الحالي هي عن طريق استنتاجها من قياس تأثيرين في ميكانيكا الكم وهما: تأثير جوزيفسون، وهو تذبذب التيار الكهربائي الذي ينشأ في بنية موصلية فائقة; وتأثير هول الكمي، وهو تأثير كمي للإلكترونات في درجات حرارة منخفضة ومجال مغناطيسي عال ويحجز بين بعدين.
ثابت جوزيفسون هو:
{\displaystyle K_{J}={\frac {2e}{h}}} (حيث أن {\displaystyle h} هو ثابت بلانك). ويمكن قياسها مباشرة باستخدام تأثير جوزيفسون.
ثابت فون كليتزنج هو
{\displaystyle R_{K}={\frac {h}{e^{2}}}}
ويمكن قياسها مباشرة باستخدام تأثير هول الكمي.
يمكن استنباط الشحنة الأولية من الثابتين وذلك بالمعادلة:
{\displaystyle e={\frac {2}{R_{K}K_{J}}}}.

## اقرأ أيضا
- طومسون (وحدة) (النسبة بين الكتلة إلى الشحنة)
- إلكترون
- بروتون